# 錫爾弗萊克 (明尼蘇達州)
錫爾弗萊克（英語：Silver Lake）是一個位於美國明尼蘇達州麥克萊德縣的城市。

## 歷史
錫爾弗萊克於1881年設立，1889年升格為城市。此地得名自附近同名的湖。

## 人口
根據2020年美國人口普查的數據，錫爾弗萊克的面積為1.06平方千米，皆為陸地。當地共有人口866人，而人口密度為每平方千米817人。